# Liste der Baudenkmäler in Obernbreit
Auf dieser Seite sind die Baudenkmäler in dem unterfränkischen Markt Obernbreit zusammengestellt. Diese Tabelle ist eine Teilliste der Liste der Baudenkmäler in Bayern. Grundlage ist die Bayerische Denkmalliste, die auf Basis des Bayerischen Denkmalschutzgesetzes vom 1. Oktober 1973 erstmals erstellt wurde und seither durch das Bayerische Landesamt für Denkmalpflege geführt wird. Die folgenden Angaben ersetzen nicht die rechtsverbindliche Auskunft der Denkmalschutzbehörde.
 Diese Liste gibt den Fortschreibungsstand vom 15. April 2020 wieder und enthält 22 Baudenkmäler.

## Baudenkmäler
| Lage                                | Objekt                             | Beschreibung | Akten-Nr.               | Bild           |
| ----------------------------------- | ---------------------------------- | --- | ----------------------- | -------------- |
| Breitbachstraße 1 (Standort)        | Wohnhaus                           | Zweigeschossiger Eckbau mit Satteldach, bezeichnet „1843“; Wappenstein, 18. Jahrhundert                                                                     | D-6-75-156-1            | weitere Bilder |
| Breitbachstraße 3 (Standort)        | Ehemalige Bäckerei                 | Zweigeschossiges Traufseithaus, Bruchsteinmauerwerk, bezeichnet „1857“                                                                                      | D-6-75-156-2            | weitere Bilder |
| Breitbachstraße 4 (Standort)        | Hofanlage                          | Zweigeschossiger Massivbau mit Walmdach und rundbogiger Toreinfahrt, bezeichnet „1717“, nach 1948 erneuert                                                  | D-6-75-156-3            | weitere Bilder |
| Breitbachstraße 5 (Standort)        | Ehemalige Bäckerei                 | Zweigeschossiger Traufseitbau, Sandsteinquader verkleidet, 1855                                                                                             | D-6-75-156-4            | weitere Bilder |
| Enheimer Straße 1 (Standort)        | Gasthof Schwarzer Adler            | Zweigeschossiges Giebelhaus, verputztes Fachwerk, 17./18. Jahrhundert, mit Wappenstein, 18. Jahrhundert                                                     | D-6-75-156-5            | weitere Bilder |
| Enheimer Straße 1 (Standort)        | Ausleger                           | bezeichnet „1780“ | D-6-75-156-5            | weitere Bilder |
| Enheimer Straße 3 (Standort)        | Wohnhaus                           | Zweigeschossiger Giebelbau, Obergeschoss verputztes Fachwerk, bezeichnet „1554“                                                                             | D-6-75-156-6            | weitere Bilder |
| Enheimer Straße 34 (Standort)       | Kellerhaus                         | Eingeschossiger Zweiflügelbau mit Halbwalmdächern, Bruchsteinmauerwerk mit Fachwerkgiebeln, bezeichnet „1820“                                               | D-6-75-156-25           | weitere Bilder |
| Enheimer Straße 67 (Standort)       | Friedhofskapelle Heilig Kreuz      | Saalraum mit eingezogener polygonaler Fachwerkapsis, E. 15. Jahrhundert, Chor 1583                                                                          | D-6-75-156-9            | weitere Bilder |
| Enheimer Straße 67 (Standort)       | Friedhofsmauern                    | Bruchsteinmauerwerk, 17. Jahrhundert–1951 | D-6-75-156-9 zugehörig  | weitere Bilder |
| Enheimer Straße 67 (Standort)       | Leichenhaus                        | Eingeschossiger Bruchsteinbau, 1951 | D-6-75-156-9 zugehörig  | weitere Bilder |
| Nähe Kirchgasse (Standort)          | Ehemalige Synagoge                 | Eingeschossiger Halbwalmdachbau, Bruchsteinmauerwerk über älterem Keller, mit Mikwe, bezeichnet „1748“                                                      | D-6-75-156-10           | weitere Bilder |
| Kirchgasse 7 (Standort)             | Wohnhaus                           | Zweigeschossiger Giebelbau mit Fachwerkobergeschoss, nachgotische Bauformen, 17. Jahrhundert                                                                | D-6-75-156-11           | weitere Bilder |
| Kirchgasse 13 (Standort)            | Wohnhaus                           | Zweigeschossiger Traufseitbau, mit korbbogiger Toreinfahrt, 1845                                                                                            | D-6-75-156-12           | weitere Bilder |
| Kirchgasse 18 (Standort)            | St. Burkard                        | Saalbau mit eingezogenem Polygonalchor im Westen, 1731; mit Ausstattung                                                                                     | D-6-75-156-13           | weitere Bilder |
| Kirchgasse 37 (Standort)            | Evangelisch-lutherisches Pfarrhaus | Zweigeschossiger Massivbau mit Walmdach, bezeichnet „1718“                                                                                                  | D-6-75-156-14           | weitere Bilder |
| Kirchgasse 37 (Standort)            | Scheune                            | Fachwerk, frühes 19. Jahrhundert | D-6-75-156-14 zugehörig | weitere Bilder |
| Marktbreiter Straße 3 (Standort)    | Wohnhaus                           | Dreigeschossiger Sandsteinquaderbau mit Walmdach, bezeichnet „1844“; zugehörige Nebengebäude, Sandstein, bez. 1843.                                         | D-6-75-156-15           | weitere Bilder |
| Marktbreiter Straße 6 (Standort)    | Rathaus                            | Dreigeschossiger Massivbau mit Volutengiebeln, Fachwerk traufseitig, im Kern Mauern der ehemaligen St.-Jakobus-Kirche, bezeichnet „1563“, „1610“ und „1929“ | D-6-75-156-16           | weitere Bilder |
| Marktbreiter Straße 7 (Standort)    | Wohnhaus                           | Zweigeschossiger Giebelbau mit verputztem Fachwerk, bezeichnet „1665“                                                                                       | D-6-75-156-17           | weitere Bilder |
| Schwarzenberger Straße 1 (Standort) | Bäckerei                           | Zweigeschossiges Giebelhaus, Obergeschoss teilweise Fachwerk, bezeichnet „1726“; Bäckereiauslage, Sandsteintisch, bezeichnet „1835“                         | D-6-75-156-18           | weitere Bilder |
| Würzburger Straße 2 (Standort)      | Wohnhaus                           | Zweigeschossiger Eckbau mit Satteldach, bezeichnet „1846“                                                                                                   | D-6-75-156-20           | weitere Bilder |
| Würzburger Straße 13 (Standort)     | Ehemalige Kapelle                  | Zweigeschossiger Massivbau mit Satteldach und Fachwerkanbau, im Kern spätgotisch                                                                            | D-6-75-156-21           | weitere Bilder |
| Würzburger Straße 18 (Standort)     | Wohnhaus                           | Zweigeschossiger Giebelbau, verputztes Fachwerk, 18./19. Jahrhundert                                                                                        | D-6-75-156-22           | weitere Bilder |
| Würzburger Straße 20 (Standort)     | Ehemaliges Amtshaus                | Zweigeschossiger Giebelbau mit Fachwerkobergeschoss, bezeichnet „1798“                                                                                      | D-6-75-156-23           | weitere Bilder |
| Würzburger Straße 34 (Standort)     | Hofanlage                          | Zweigeschossiger Walmdachbau aus Bruchsteinmauerwerk mit Hausteinteilen, 1824                                                                               | D-6-75-156-24           | weitere Bilder |

## Ehemalige Baudenkmäler
In diesem Abschnitt sind Objekte aufgeführt, die früher einmal in der Denkmalliste eingetragen waren, jetzt aber nicht mehr. Objekte, die in anderem Zusammenhang – also z. B. als Teil eines Baudenkmals – weiter eingetragen sind, sollen hier nicht aufgeführt werden. Aktennummern in diesem Abschnitt sind ehemalige, jetzt nicht mehr gültige Aktennummern.

| Lage                                | Objekt          | Beschreibung                                                                                   | Akten-Nr.    | Bild           |
| ----------------------------------- | --------------- | ---------------------------------------------------------------------------------------------- | ------------ | -------------- |
| Enheimer Straße 6 (Standort)        | Wohnhaus        | Fachwerk, 19. Jahrhundert                                                                      | D-6-75-156-7 | weitere Bilder |
| Enheimer Straße 10 (Standort)       | Fachwerkscheune | 18./19. Jahrhundert                                                                            | D-6-75-156-8 | BW             |
| Schwarzenberger Straße 4 (Standort) | Hofanlage       | verputztes Fachwerk, bez. 1554, heute ins Fränkische Freilandmuseum Bad Windsheim transloziert |              | weitere Bilder |